# Wen Shu
Wen Shu o Wen Chou (en xinès: 文俶; en pinyin: Wén Chù), malnom: Duanrong (en xinès: 端容; en pinyin: Duān Róng) (Suzhou, 1595 - 1634) va ser una pintora xinesa.

## Biografia
Pintora de flors i insectes, va ser filla de Wen Congjian (1574-1648) i besneta de Wen Zhengming. Estava casada amb Zhao Lingjun (1591-1640).

## Les artistes xineses de la dinastia Ming

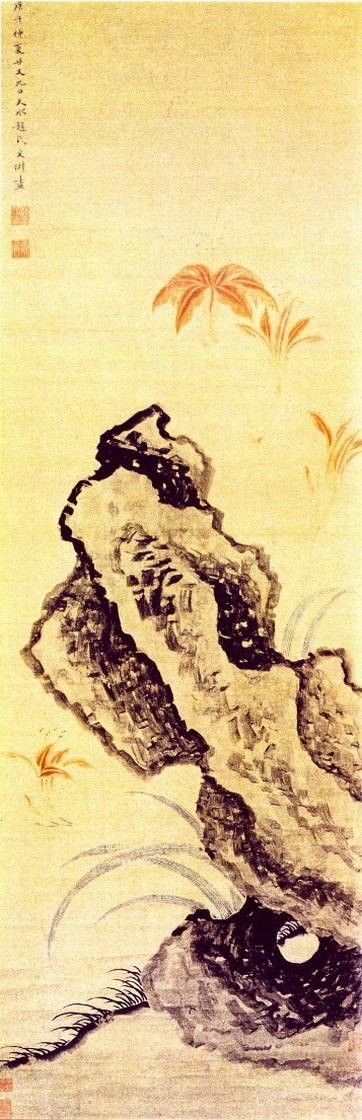
Convolvulus tricolor i roca, de Wen Shu, 1630. Museu Imperial del Palau de Beijing.

En la societat xinesa, les dones han estat subordinades als homes durant molts mil·lennis. Les doctrines de Confuci conegudes com «Les tres subjeccions» i «Les tres autoritats cardinals» com a base ideològica de l'estabilitat social són instituïdes pels governants feudals.
- Les tres subjeccions requereixen que una dona obeeixi al seu pare abans del matrimoni, al seu marit durant la seva vida conjugal i als seus fills durant la viduïtat.[2]
- Les tres autoritats cardinals diuen que el sobirà dirigeix els seus súbdits, el pare els seus fills, i el marit la seva dona. Des del naixement fins a la mort, les dones no gaudeixen d'un estatus social autònom, les seves accions i l'expressió de les seves idees es reprimeixen, la seva personalitat i els seus talents s'ofeguen. Per això hi ha poques artistes femenines en la història xinesa.[2]

Aquesta situació comença a canviar cap al final de la dinastia Ming, quan el seu nombre comença a augmentar. Segons Tang Shuyu en el seu Yutai huashi (Història de la pintura de les Terres de Jade), entre les 216 artistes femenines conegudes des de l'antiguitat fins al regnat de l'emperador Jiaqing (1796-1820) de la dinastia Qing, la meitat va viure durant la dinastia Ming, de les quals 4/5 parts al final d'aquesta dinastia. Malgrat el paper circumscrit de les dones en la societat, algunes podien convertir-se en pintores com a part d'una tradició familiar o rebre formació artística per preparar-se com concubines o cortesanes.

## Estil i tradicions
Entre les dones més famoses de la dinastia Ming, Wen Shu, filla de Wen Congjian i besneta de Wen Zhengming, es va casar amb Zhao Jun, fill de Zhao Huanguang. El pare de Wen Shu va heretar la tradició familiar i va mostrar el seu talent en la pintura del paisatge. El seu sogre, un pintor de l'Escola del Sud, va destacar en cal·ligrafia a l'estil del segell, i el seu marit era capaç de gravar segells i col·leccionar-los. De vegades, quan acabava una pintura, afegia una inscripció.
Les obres de Wen Shu representen flors, herbes, insectes. Esbossos de flors i papallones (Museu de Xangai), pintat el 1628, és típic del seu estil. La pintura representa tres varietats de flors, una pedra i tres papallones. La composició és escassa, proporcionant un sentiment de tranquil·litat i buit. Les papallones, executades amb meticulositat, tenen una naturalitat perfecta. Les flors, dues o tres de cada espècie, solen superposar-se entre si. El seu treball de pinzell és fresc i delicat. Els colors són brillants, però no cridaners. Les flors mostren una exquisida bellesa.
Les composicions florals de Wen Shu són bastant senzilles. Entre el dibuix i la pintura pot haver-hi brodats a mà. En aquella època, se suposava que cada noia sobresortia en la costura, i els quatre talents que requeria una dona inclouen filar, teixir, brodar i cosir. Per tant, és natural que Wen Shu adopti de vegades en els seus patrons de pintures característiques del brodat.
En una pintura sobre paper groc de 1630, Convolvulus tricolor i roca, la roca es presenta amb pinzellades poc intenses però sempre delicades. Una convolvulus tricolor de fulles verdes i flors grogues creix darrere de la roca. El color és agradablement sobri i la composició és senzilla. Tradicionalment, la convolvulus tricolor expressa pietat filial. Aquesta pintura pot haver estat usada per celebrar l'aniversari d'una persona major perquè la roca, que sembla una muntanya, és un símbol de la longevitat. A més, el vermell amb fons daurat representa per als xinesos els colors de l'alegria col·lectiva.